# Belén (Urugwaj)
Belén – miasto w Urugwaju, w departamencie Salto.